# Black Box BRD
Black Box BRD ist ein vielfach ausgezeichneter Kino-Dokumentarfilm von Regisseur Andres Veiel, der im Mai 2001 in die Kinos kam und seitdem mehrfach im Fernsehen ausgestrahlt wurde. Außerdem veröffentlichte der Regisseur ein Sachbuch unter dem gleichen Titel, das über den Film hinaus ergänzende Rechercheergebnisse enthält.

## Handlung
Anhand von Aussagen von Freunden, Bekannten und Kollegen werden die Biografien des von der Rote Armee Fraktion ermordeten Deutsche-Bank-Vorstandssprechers Alfred Herrhausen und des RAF-Terroristen Wolfgang Grams nachgezeichnet. Dass Wolfgang Grams seine Beteiligung am Attentat auf Alfred Herrhausen nicht nachgewiesen werden konnte, schien dem Filmemacher durchaus bewusst zu sein. Die Biografien werden im Film als Beispiele für unterschiedliches politisches Handeln einander gegenübergestellt und parallelisiert. 

## Information der Interviewten
Dass Veiels Arbeit ein Doppelporträt werden würde, haben viele Interviewpartner von Veiel nicht gewusst. „Sie hatten im Vorfeld nicht alles erzählt bekommen. Sie hatten geglaubt, es handele sich um ein Portrait ihres Freundes, in dem vielleicht auch einige Stimmen der anderen vorkommen.“

## Auszeichnungen
- Europäischer Filmpreis 2001: Bester Dokumentarfilm
- Deutscher Filmpreis 2002: Bester Dokumentarfilm
- Bayerischer Filmpreis 2002: Dokumentarfilmpreis
- Hessischer Filmpreis 2001: Bester Dokumentarfilm
- Goldene Kamera 2002: Schnitt in einer Dokumentation/einem Kulturfilm für Katja Dringenberg
- Goldene Kamera 2002: Nominierung Kamera in einer Dokumentation in einem Kulturfilm für Jörg Jeshel

## Buch zum Film
Basierend auf seinen Recherchen für den Film schrieb Veiel ein Sachbuch, das unter dem gleichen Titel erschien. Der SZ-Redakteur Heribert Prantl bezeichnete es als „eines der besten Bücher über die RAF-Zeit, die ich je gelesen habe.“
- Andres Veiel: Black Box BRD. Alfred Herrhausen, die Deutsche Bank, die RAF und Wolfgang Grams. 2. Auflage. DVA, Stuttgart, München 2002, ISBN 3-421-05468-1; Fischer Taschenbuch, Frankfurt am Main 2004, ISBN 3-596-15985-7.